# Erik Breukink
Erik Breukink, född den 1 april 1964 i Rheden, är en nederländsk före detta landsvägscyklist som var professionell från 1985 till 1997. Han var framför allt mycket bra på tempolopp, men klarade sig också hyfsat i bergsterräng, vilket gav honom flera framskjutna placeringar i etapplopp, bland vilka kan nämnas totalseger i Baskien runt (1988), två podieplaceringar i Giro d'Italia (2:a 1988, 3:a 1987), en tredjeplats i Tour de France (1990), samt totalsegrar i Ronde van Nederland (1993), Critérium International (1993), Vuelta a Asturias (1993) och Tour of Ireland (1990). Därtill vann han sju etappsegrar i Grand Tours (fyra i Tour de France, två i Giro d'Italia och en i Vuelta a España). samt blev nederländsk mästare både i linjelopp (1993) och i tempolopp (1995 och 1997).
Breukink deltog i lagtempoloppet vid Olympiska spelen 1984 (med en fjärdeplats för det nederländska amatörlaget som följd) och vid OS 1996 (när amatörbestämmelserna upphävts) deltog han i linjelopp (45:a) och individuellt tempolopp (17:e).
Efter karriären arbetade Breukink bland annat som sportdirektör för Rabobank 2004–2012 och därefter för Roompot till 2019.

## Meriter
| 1986 Vinnare av etapp 4 i Tour de Suisse Vinnare av bergspristävlingen 1987 Vinnare av etapp 13 i Tour de France 3:a totalt i Giro d'Italia Vinnare av etapp 1a 4:a i Clásica de San Sebastián 4:a i Circuit des Frontières 4:a i GP Eddy Merckx (ITT) 6:a i Nokere Koerse 9:a i linjelopp vid Världsmästerskapen 1988 Vinnare totalt av Baskien runt Vinnare av etapperna 5a och 5b (ITT) Vinnare totalt av Critérium International Vinnare av etapp 3 (ITT) Vinnare av ungdomstävlingen i Tour de France Vinnare av prologen (ITT) Vinnare totalt av Escalada a Montjuïc Vinnare av etapp 1a och 1b (ITT) Vinnare av etapp 6b (ITT) i Volta a Catalunya 2:a totalt i Giro d'Italia Vinnare av etapp 14 2:a totalt i Ronde van Nederland 2:a i Firenze-Pistoia (ITT) 7:a totalt i Tour of Ireland 9:a i Milano-Torino 9:a totalt i Tour de Romandie Vinnare av prologen (ITT) och etapp 3b (ITT) 1990 Vinnare av Grand Prix de Lunel (ITT) Vinnare totalt av Tour of Ireland Vinnare av etapp 2a (ITT) Vinnare av etapperna 12 (ITT) och 20 (ITT) i Tour de France Vinnare av etapp 7a i Volta a Catalunya Vinnare av etapp 5 (ITT) i Tour de Suisse Vinnare av etapp 8 (ITT) i Tirreno-Adriatico 2:a totalt i Ronde van Nederland 2:a i Grand Prix des Nations (ITT) 3:a totalt i Tour de Trump 6:a totalt i Setmana Catalana de Ciclisme 7:a totalt i Escalada a Montjuïc 9:a totalt i Vuelta a Asturias Vinnare av prologen (ITT) 10:a totalt i Baskien runt 1991 Vinnare av GP Eddy Merckx (ITT) Vinnare totalt av Tour DuPont Vinnare av prologen (ITT) och etapp 11 (ITT) Vinnare av etapp 8 (ITT) i Tirreno-Adriatico 2:a i Grand Prix des Nations (ITT) 3:a totalt i Vuelta a Asturias 3:a totalt i Escalada a Montjuïc 5:a totalt i Critérium International Vinnare av etapp 3 (ITT) 9:a i linjelopp vid Nederländska mästerskapen | 1992 Vinnare av Giro del Piemonte Vinnare av etapp 7 i Vuelta a España (ITT) Vinnare av prologen (ITT) och etapp 7 (ITT) i Tirreno-Adriatico 2:a totalt i Volta a la Comunitat Valenciana 4:a totalt i Volta a Catalunya 4:a totalt i Setmana Catalana de Ciclisme 6:a totalt i Ronde van Nederland 7:a totalt i Tour de France 7:a totalt i Tour de Suisse 8:a totalt i Baskien runt 1993 Vinnare totalt av Ronde van Nederland Vinnare av etapp 3b (ITT) Nederländsk mästare i linjelopp Vinnare totalt av Vuelta Asturias Vinnare av etapp 1 Vinnare totalt av Critérium International Vinnare av etapp 3 (ITT) 4:a i La Flèche Wallonne 5:a totalt i Paris-Nice 5:a totalt i Volta a la Comunitat Valenciana Vinnare av etapp 1 7:a totalt i Vuelta a España 8:a totalt i Baskien runt 1994 4:a i individuellt tempolopp vid Världsmästerskapen 5:a totalt i Vuelta a Burgos 7:a totalt i Volta a Catalunya 7:a i linjelopp vid Nederländska mästerskapen 8:a totalt i Ronde van Nederland 1995 Nederländsk mästare i individuellt tempolopp 2:a totalt i Vuelta a Murcia 2:a i Subida a Urkiola 4:a totalt i Critérium International 5:a totalt i Ronde van Nederland 6:a i individuellt tempolopp vid Världsmästerskapen 7:a totalt i Vuelta a Burgos 1996 Vinnare av Druivenkoers Overijse 3:a totalt i Tour de Luxembourg 3:a i Grand Prix d'Isbergues 7:a totalt i Ronde van Nederland 1997 Nederländsk mästare i individuellt tempolopp 2:a i linjelopp vid Nederländska mästerskapen 3:a totalt i Tour de Luxembourg 5:a totalt i Ronde van Nederland 5:a i Grand Prix des Nations (ITT) 7:a i individuellt tempolopp vid Världsmästerskapen |